# Colihaut
Colihaut ist ein Dorf an der Westküste des Inselstaates Dominica. Mit 773 Einwohnern ist es der größte Ort im Parish Saint Peter.